# Edwin Pitman
Edwin Pitman   (Kensington, Melbourne, 29 d'octubre de 1897 - Hobart, 21 de juliol de 1993) va ser un matemàtic i estadísitic australià.

## Vida i Obra
Nascut a Melbourne, fill d'una parella d'anglesos emigrants que s'havien casat al vaixell que els portava a Austràlia, Pitman va fer els estudis secundaris al prestigiós South Melbourne College. En acabar el 1915, va obtenir una beca pel Ormond College de la universitat de Melbourne. Els anys 1918-19 va estar enrolat a l'exèrcit australià destacat a Europa per la Primera Guerra Mundial. Mentre estava a Londres va aprofitar per fer alguns cursos a la London School of Economics i per estudiar idiomes a l'escola Berlitz. Retornat a Austràlia ve reprendre els estudis i es va graduar a la universitat de Melbourne el 1921. Va obtenir el màster el 1923 mentre feia de professor de matemàtiques al Canterbury College a Nova Zelanda.
El 1926 va ser nomenat professor de la universitat de Tasmània, amb l'obligació d'impartir cursos d'estadística, especialitat per la que no havia sentit cap inclinació fins aleshores, però a la que va dedicar tota la seva recerca futura. Va romandre a la universitat de Tasmània fins que es va jubilar el 1962. Durant la Segona Guerra Mundial va col·laborar amb la Força Aèria Australiana en l'establiment dels programes educatius dels futurs pilots i altres tasquesdocents; com que la universitat de Tasmania era realment petita (només hi havia dos professors de matemàtiques) aquestes feines més les pròpies feines administratives de la universitat no li deixaven temps per a la recerca. Acabada la guerra, el curs 1948-1949 va ser professor visitant de les universitats de Colúmbia, de Carolina del Nord i de Princeton i el 1957 ho va ser a la universitat Stanford i en anys successius de moltes altres universitats americanes i australianes.
A partir dels anys 1950's va ser molt actiu en les societats científiques australianes, arribant a ser president de la Societat Matemàtica Australiana. Dos dels seus fills, Jane i Jim, també van ser professors universitaris de matemàtiques.
Pitman és recordat per les seves aportacions a la teoria de la inferència estadística. D'especial rellevància són els seus estudis dels mètodes de permutació estadística, de l'anàlisi local de potència i del criteri de proximitat de l'estimador.